# Whip (política)
Nos países que aplicam o sistema de Westminster, o whip é o deputado encarregado de assegurar o comparecimento e a disciplina de voto dos outros eleitos pelo partido de acordo com as orientações partidárias. O termo se refere ao assistente responsavel por controlar caes-de-caça em caças à raposas.
Um partido político pode designar um chief whip (whip-chefe) e outros adjuntos. Em função dos parlamentos e dos partidos políticos, o whip pode ser eleito pelos deputados do partido ou nomeado pela sua direção. Em alguns países, nomeadamente no Reino Unido, o chief-whip do partido que forma o governo assiste às reuniões do conselho de ministros.
Funções semelhantes às de chief whip podem existir em países que não apliquem o sistema de Westminster, como o presidente do grupo parlamentar em Portugal, o parlamentarischer Geschäftsführer na Alemanha ou o président de groupe parlementaire na França.

## Cultura popular
O escritor e político britânico Michael Dobbs escreveu uma trilogia de livros sobre uma personagem, Francis Urqhart, que é chief whip dos Conservadores no Parlamento. O título do primeiro livro da trilogia, House of Cards, serviu de nome a uma série da BBC baseada nos livros que esteve no ar de 1990 a 1995. A história é adaptada no remake americano da série em 2013, em que, transposta para o Congresso estado-unidense, Frank Underwood é o chief whip dos Democratas na Câmara dos Representantes.